# Кароль Александрович
Ка́роль Ге́нрик Александро́вич (пол. Karol Henryk Alexandrowicz, англ. Charles Henry Alexandrowicz; 13 жовтня 1902, Львів — 26 вересня 1975, Лондон) — польсько-британський правник, дослідник міжнародного права, голова Банку національної економіки й генеральний директор Європейської центральної організації континентального транспорту. Номінант Нобелівської премії миру в 1961, 1962 і 1964 роках.

## Біографічні дані
Кароль Александрович народився у Львові, в сім'ї Францішека Александровича — генерал-майора австроугорської армії, дивізійного генерала польської армії, кавалера ордена «Віртуті мілітарі». Здобувши освіту у Віденській гімназії «Шоттенґімназіум», він вступив на юридичний факультет Ягеллонського університету й 1926 року здобув там докторський ступінь.
Під час навчання Александрович, бачачи відмінності у шлюбному законодавстві країн, що утворилися після розпаду Австро-Угорщини, зацікавився порівняльним правознавством. Спеціалізувався на шлюбному праві, також багато публікувався в галузі канонічного права. Закінчивши навчання, працював у Банку Польщі. У 1930—1939 роках провадив адвокатську практику в Кракові та Катовицях. У 1931—1932 роках видавав консервативний католицький журнал Żywe Słowa Księdza Oraczewskiego («Живі слова ксьондза Орачевського»). 1934 року Александрович виконував наукові дослідження в Парижі, де став членом Спілки історії права (Société d'histoire du droit).
Александрович був категоричним противником санації. Під час Вересневої кампанії воював у польській армії, брав участь у боях за Львів, а після поразки Польщі перетнув румунський кордон. Спочатку перебував у Бухаресті, де його на короткий час заарештували співробітники Залізної гвардії, тоді евакуювався до Стамбула й, нарешті, через Каїр і Фрітаун дістався Лондона. Там він брав участь у роботі уряду Польщі у вигнанні. У 1941—1946 роках Александрович працював фінансовим радником польського посольства, а в 1943—1946 роках — головою Банку національної економіки. З 1942 по 1945 рік він також служив у загонах місцевої оборони ( Home Guard). 1945 року Кароля Александровича призначили генеральним директором Європейської центральної організації континентального транспорту — спеціалізованої установи ООН. Обіймав цю посаду до 1947 року, коли організацію поглинула Європейська економічна комісія ООН.
У 1948-му він став членом організації «Судові іни» й повернувся до юридичної практики. 1950 року здобув британське громадянство. У 1951-му Кароль Александрович виїхав до Індії на запрошення Мадраського університету, де став одним із засновників і керівником першого в Індії факультету міжнародного та конституційного права. Він опублікував низку публікацій у галузі індійського права. Александровича вважають одним із творців так званої Мадраської школи права. Він був радником прем'єр-міністра Джавахарлала Неру. З 1961 по 1967 Александрович читав лекції в Сіднейському університеті. Після перебування в Сіднеї повернувся до Англії. Помер 26 вересня 1975 року в Кройдонській лікарні (Лондон).
У своїх працях Александрович критикував європоцентричний підхід до міжнародного права й наголошував на універсалістській традиції міжнародного права, яка бере свій початок у працях теоретиків природного права (наприклад, Гуго Гроція). У праці The Law of Nations in Global History Александрович описав теорію, практику та історію міжнародного права та політичних питань. Був номінований на Нобелівську премію миру в 1961, 1962 і 1964 роках.

## Окремі публікації
- International Economic Organizations, London Institute of World Affairs, London 1952
- Constitutional Developments in India, Oxford University Press, Bombay 1957 ISBN 9780598776587
- World Economic Agencies, Law and Practice, Stevens & Sons, London 1962, Praeger, 1963
- The Law of Global Communications, Columbia University Press, New York & London 1971 ISBN 9780231035293
- The Law-Making Functions of the Specialized Agencies of the U.N., Angus and Robertson in association with the Australian Institute of International Affairs, Sydney 1973 ISBN 978-0207127403